# Дом здравља Свети Врачеви (Челинац)
Дом здравља Свети Врачеви је јавна здравствена установа и примарни здравствени центар у Челинцу у Републици Српској. Основан је 1975. године а реконструисан 2010. године.
Дом здравља у Челинцу је један од првих домова здравља у Републици Српској у којој су уведени савремени информативни системи и коришћење електронских рецепата.
Поред главне зграде у оквиру дома здравља послују и амбуланте породичне медицине у месним заједницама Јошавка, Бренешци и Дубрава Стара. Поред ових амбуланти постојале су и амбуланте у Шњеготини Средњој, Брезичанима и Поповцу које су због миграције и смањења броја становништва у међувремену затворене.

## Организација
Све активности Дом здравља Свети Врачеви обављају у оквирима јединице службе за медицинске послове, које се састоје из следећих служби:
- Служба за породичну медицину
- Специјалистичка амбуланта
- Консултативно-специјалистича служба педијатрије и гинекологије
- Стоматолошка служба
- Хигијенско-епидемиолошка служба
- Служба РТГ и ултразвучне дијагностике
- Служба лабораторијске дијагностике
- Служба хитне медицинске помоћи
- Служба за увођење, праћење и побољшање квалитета и сигурности здравствених услуга
- Служба општих, правних, кадровских и финансијско-рачуноводствених послова
- Служба превоза пацијената
- Служба за одржавње уређаја, опреме и хигијене објеката
- Центар за заштиту менталног здравља.